# Museu do Meio Ambiente da Bielorrússia
O Museu da Natureza e Meio Ambiente da República da Bielorrússia (em bielorrusso: Музей прыроды і экалогіі Рэспублікі Беларусь) é um museu localizado em Minsk, na Bielorrússia, fundado em 1991, está contido no Museu Nacional da História e Cultura da Bielorrússia. Há mais de 40 mil exposições dentro de uma área de exposição de 350 m². Nas 6 salas temáticas (minerais, fenologia, natureza, rio, lago, floresta) contam-se as riquezas naturais da evolução da flora e da fauna desde a antiguidade até aos dias de hoje. Realizando trabalhos de pesquisa para avaliar o estado atual da natureza, cria uma base de dados (a coleção de flora, fauna, mineralogia, paleontologia) e promove o conhecimento ambiental.